# Mass Axi Gai
Alhagie Mass Axi Gai (auch Mass Axy Gye; * ~ 1946) ist ein Sportfunktionär und ehemaliger Minister und Diplomat im westafrikanischen Staat Gambia.

## Leben
Nachdem er von Januar 1973 bis Dezember 1975 eine Ausbildung in Rechnungswesen erhalten hatte, erhielt er am Management Development Institute im April 1985 einen Abschluss als Rechnungsprüfer. Vom September 1989 bis zum Juni 1990 erwarb er am Croydon College in dem Vereinigten Königreich einen Abschluss als Rechnungsprüfer öffentlicher Konten. Im Dezember 1991 erhielt er auf der University of Connecticut ein Abschluss in Leistungsüberprüfung . Ein Diplom in erweiterter Wirtschaftsprüfung erwarb er im Dezember 1994 an der Eastern and Southern Africa Management Institute (ESAMI) in Nairobi. Von Januar bis Juli 1996 war er erneut in den Vereinigten Staaten und erwarb auf der University of Connecticut ein Diplom in öffentlicher Finanzverwaltung.
Mass Axi Gai, ehemals selbst ein Fußballspieler, der auch in der Nationalmannschaft spielte, ist stark als Funktionär in sportlichen Bereich engagiert. Er ist Präsident des erfolgreichen Fußballvereins Gambia Ports Authority Football Club (GPA) und zweiter Vizepräsident der Gambia Football Association (GFA). In dieser Funktion hatte er beispielsweise die Gambische U-20-Fußballnationalmannschaft als Leiter der Delegation zur Junioren-Fußballweltmeisterschaft 2007 nach Kanada begleitet.
Am 14. September 2007 wurde er von Präsident Yahya Jammeh als Nachfolger von Sheikh Omar Fye als Minister für Jugend, Sport und religiöse Angelegenheiten (Secretary of State for Youth, Sports and Religious Affairs) ernannt, zuvor war er bei der Gambia Ports Authority tätig. Gegenüber der Zeitung Foroyaa kündigte er im September 2007 an, in Zukunft von der Präsidentschaft der GPA und GFA zurückzutreten. Am 27. Juni 2008 gab er sein Ressort an seinen Nachfolger Sheriff Gomez ab.
Im Mai 2010 wurde Gai gambischer Botschafter in Guinea-Bissau. Von Oktober 2012 bis Januar 2015 hatte er das Amt des gambischen Fischereiministers inne; im Juni 2015 wurde er zum Botschafter in Äthiopien ernannt. Nach der verlorenen Präsidentschaftswahl 2016 wurde er im Dezember 2016 zusammen mit anderen Botschaftern vom bisherigen Staatspräsidenten Yahya Jammeh abberufen. Der neue Präsident Adama Barrows setzte ihn im Februar 2017 wieder ein. Er wurde im gleichen Jahr durch Sulayman Alieu Jack abgelöst.
2022 wurde er zum Vorstandsvorsitzenden der Gambia Maritime Administration (GMA) ernannt.